# Lampertswalde
Lampertswalde település Németországban, azon belül Szászország tartományban. Lakosainak száma 2510 fő (2023. december 31.).

## Népesség
A település népességének változása:
| Lakosok száma | 2576 | 2582 | 2492 | 2521 | 2510 |
|               | 2017 | 2019 | 2021 | 2022 | 2023 |